# Майский (Белгородская область)
Ма́йский — посёлок в Белгородской области России, административный центр Белгородского района и Майского сельского поселения. С 1986 по 1994 год имел статус поселка городского типа.

## География
Расположен в нескольких километрах на юго-запад от Белгорода и в 24 км от МАПП «Нехотеевка» (граница с Украиной), по левую сторону международной магистрали Москва-Симферополь.

## История
Как рассказывают старожилы поселка, раньше он назывался Павловка. По фамилии барыни Павловой, которая до 1917 года владела этой землей.
Во время Великой Отечественной войны на территории поселка Майский (Павловка) проходили ожесточенные бои. Местность переходила из рук в руки дважды — в октябре 1941, марте 1943. В октябре 1941 года, когда немцы пришли в Павловку, потянулись черные дни оккупации. Жители стойко пережили военное время.
Владения  баронессы Павловой были довольно обширны, кроме Павловки ей принадлежали села Долбино, Головино, Новая Деревня. Согласно воспоминаниям старожилов, баронесса была доброй владелицей, привечала детей, разрешая пользоваться инфраструктурой имения, давая работу в экономии Павловке женщинам из Новой деревни. Она обустроила местность вокруг имения, создав аллеи: липовую, каштановую, кленовую, облагородила пруд, находившийся в конце одной из аллей. 
В 1921 году Павловка - первомайское отделение Дмигро-Тарановского сахарного завода. 
В 1929- 1930 -х годах Дмитро-Тарановский завод посадил здесь сады.
После гражданской войны, баронесса осталась в России и учительствовала в Белгороде, оба сына уехали заграницу.
В 1955 году Павловку переименовали в посёлок Майский. Основного населения было немного, основная часть - приезжие из соседних сёл, проживавшие в общежитии, работающие в найме.
В 1957 году организовалась областная опытная сельскохозяйственная станция, с целью изучения местных возможностей подъёма сельскохозяйственного производства и внедрения научных достижений в практику колхозов и совхозов области. Станция имела несколько старых животноводческих построек и ветхих жилищ, небольшое количество беспородного скота, неокультуренные земли. Прошло 14 лет. Станция выросла в большое экспериментальное и элитно-семеноводческое хозяйство. Вместо старых, примитивных животноводческих построек и ветхих жилищ появились дома с удобствами, современные механизированные животноводческие фермы, семяхранилища, тракторный и автомобильный парк, солидное электросилововое хозяйство.
На основании Указа Президиума Верховного Совета РСФСР от 29 января 1968 г. в Белгородской области был переименован посёлок областной опытной сельскохозяйственной станции в Майский.
В 1971 году организовался НИПТИЖ, а с 1978 года уже учебный научный центр. Процесс обучения студентов тесно переплетается с их участием в проведении научных исследований. На базе учебного научного центра в 1978 году был создан Белгородский СХИ (сельскохозяйственный институт), а в феврале 1994 года — Белгородская государственная сельскохозяйственная академия. Её деятельность имеет существенное значение не только для развития агропромышленного комплекса области, но и в целом Центрально-Чернозёмного региона. В академии создана мощная научная база для проведения исследований на высоком научно-методическом уровне. Большой вклад в развитие академии внес доктор сельскохозяйственных наук, профессор, Герой Социалистического Труда А. Ф. Пономарев.

## Население
| 1989 | 2002  | 2010  | 2021    |
| ---- | ----- | ----- | ------- |
| 4332 | ↗7441 | ↗8748 | ↗14 143 |

## Транспорт
Посёлок не имеет своих автотранспортных предприятий.
Раньше посёлок имел троллейбусное сообщение до города Белгорода, №15 г.Белгород (Завод Энергомаш) - посёлок Майский, в 2015 году, троллейбусы на данный маршрут убрали. Данный посёлок имеет автобусное сообщение с городом Белгородом, ниже перечислены маршруты:
№ 102 (г. Белгород (з-д. Энергомаш) — посёлок Майский (БелГАУ)),
№ 102а (г. Белгород (з-д. Энергомаш) - с.Головино),
№ 102г (г. Белгород (з-д. Энергомаш) — посёлок Майский(БелГАУ) — с. Долбино),
№ 102м (г. Белгород (з-д. Энергомаш) — посёлок Майский(БелГАУ) - Микрорайон Майский-8).
№ 108 (г. Белгород (з-д. Энергомаш) — с.Октябрьский - с.Вергилёвка),
№ 109 (г. Белгород (з-д. Энергомаш) — пос. Октябрьский - с.Чайки),
№ 109у (г. Белгород (з-д. Энергомаш) — пос. Октябрьский),
№ 109а (г. Белгород (з-д. Энергомаш) — пос. Октябрьский - с.Наумовка),
№ 109к (г. Белгород (з-д. Энергомаш) — пос. Октябрьский - с.Красный Октябрь),
№ 109с (г. Белгород (з-д. Энергомаш) — пос. Октябрьский - с.Петровка),
№ 109н (г. Белгород (з-д. Энергомаш) — пос. Октябрьский - с.Журавлевка),
№ 110 (г. Белгород (з-д. Энергомаш) — с.Октябрьский - с.Нечаевка),
№ 129 (Разумное — (г. Белгород) — посёлок Майский),
№ 131 (посёлок Майский(БелГАУ) — СитиМолл),
№ 132 (г. Белгород (з-д. Энергомаш) — с.Бессоновка),
№ 132а (г. Белгород (з-д. Энергомаш) — с.Бессоновка - с.Щетиновка),
№ 132с (г. Белгород (з-д. Энергомаш) — с.Бессоновка - c.Солохи),
№ 136 (посёлок Майский(БелГАУ) — п.Комсомольский - c.Стрелецкое),
№ 142 (г. Белгород (з-д. Энергомаш) — с.Весёлая Лопань),

## Культура и образование

### Высшие учебные заведения
- Белгородский государственный университет имени В. Я. Горина

### Достопримечательности
9 января 2012 года в день 90-летия дважды героя социалистического труда Василия Горина глава Белгородской области Евгений Савченко открыл памятник выдающемуся аграрию региона, который на протяжении 53 лет руководил колхозом им. Фрунзе.
Скульптуру московского автора Олега Киевского, установили в посёлке Майский, на площадке перед учебным корпусом № 1 Белгородского государственного аграрного университета. В 2011 году этому учебному заведению присвоено имя Василия Горина.